# Ptyelus colonus
Ptyelus colonus är en insektsart som beskrevs av Jacobi 1943. Ptyelus colonus ingår i släktet Ptyelus och familjen spottstritar. Inga underarter finns listade i Catalogue of Life.